# Jagniątkowo
Jagniątkowo – osada w Polsce położona w województwie zachodniopomorskim, w powiecie kamieńskim, w gminie Wolin.
W latach 1975–1998 miejscowość należała administracyjnie do województwa szczecińskiego.